# Европейская мышь
Европейская мышь, или лесная мышь, или обыкновенная лесная мышь, или европейская лесная мышь (лат. Apodemus sylvaticus) — вид семейства мышиных (Muridae). Несмотря на название, обитает не только в лесах, но и в парках и садах. Из-за крайне робкого поведения и пугливости лесная мышь редко попадается на глаза. В дикой природе она питается семенами, в частности дуба, бука или платана. На территории России европейская мышь распространена в Ростовской, Курской и Белгородской областях.

## Внешний вид
У лесных мышей коричневатая шерсть с белой нижней стороной, разделительная линия несколько размыта, что отличает этот вид от очень близкой родственницы, желтогорлой мыши (Apodemus flavicollis). На шее у лесной мыши маленькое, грязно-жёлтое пятно. Её масса составляет 20—30 г, а длина тела около 8—10 см, хвост примерно такой же длины.

## Поведение
В научной литературе лесные мыши описываются как не очень социальные животные. Однако в неволе они спустя некоторое время показывают себя как очень контактные с выраженным социальным поведением, к примеру с взаимным уходом за шерстью. Встречаются также индивидуальные симпатии и антипатии. Детёныши в первые три недели не покидают укрытие, в котором родились, однако предприняв первую вылазку, они уже почти самостоятельные. В неволе лесные мыши почти не демонстрируют агрессии против человека. Даже загнанные в угол животные при прикосновении не пытаются укусить, а впадают в неподвижное состояние. Однако как только открывается возможность для побега, они используют её с помощью длинных прыжков.

## Естественные враги
К естественным врагам лесной мыши относятся следующие животные: домашняя и лесная кошка, лисица, различные хищные птицы, несколько видов куниц, ежи, полозы и гадюки.